# Retiro (métro de Madrid)
Pour les articles homonymes, voir Retiro.
Retiro est une station de la ligne 2 du métro de Madrid, en Espagne.

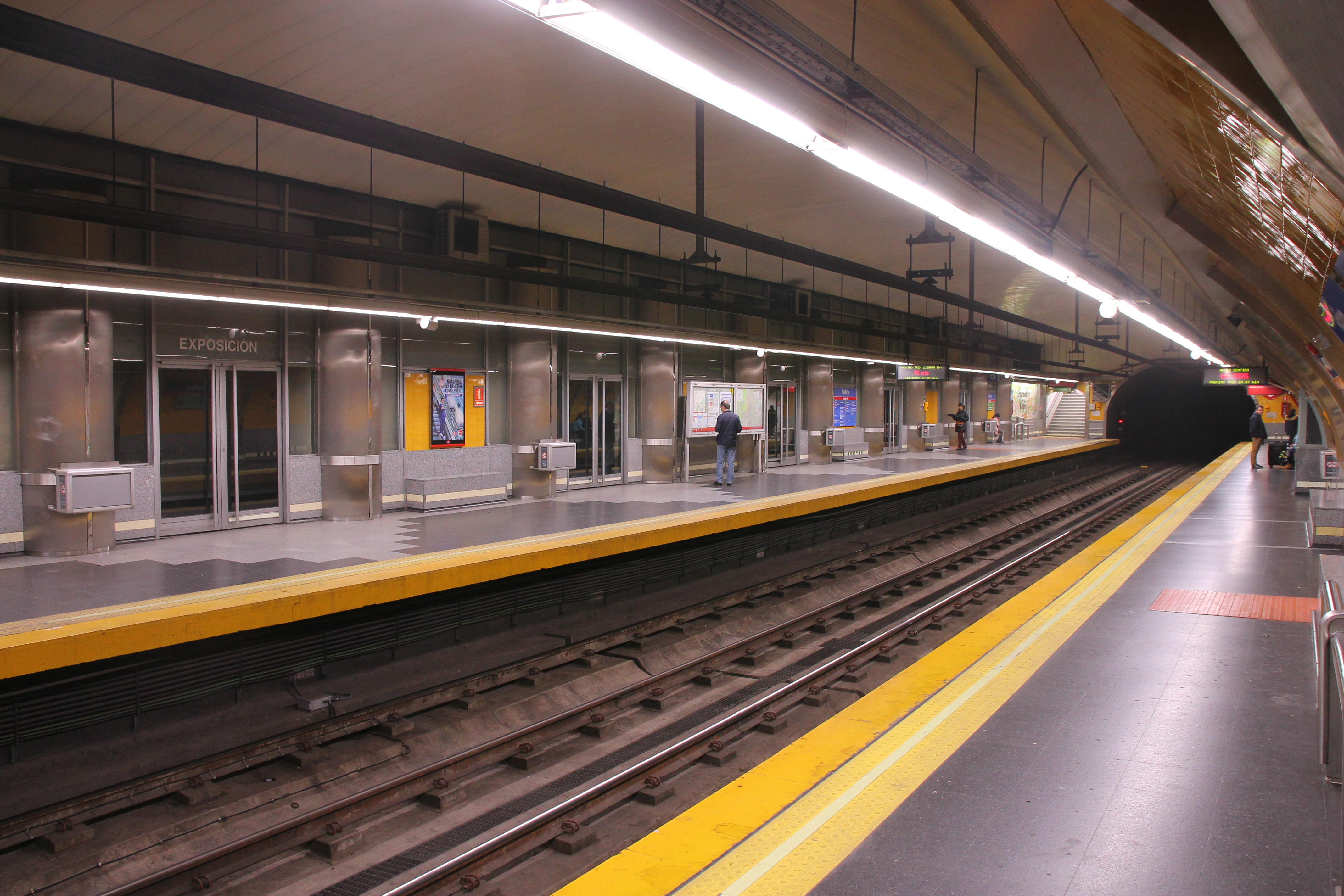
Les quais de la station.

## Situation
La station est située entre Banco de España à l'ouest, en direction de Cuatro Caminos, et Príncipe de Vergara à l'est, en direction de Las Rosas. Elle est établie sous la rue d'Alcalá, à proximité du parc du Retiro qui lui donne son nom, à la jonction des quartiers de Recoletos, de l'arrondissement de Salamanca, et de Jerónimos, de l'arrondissement du Retiro.

## Historique
La station est mise en service le 14 juin 1924, lors de l'ouverture à l'exploitation de la première section de la ligne 2 entre les stations Sol et Ventas.

## Service des voyageurs

### Accueil
La station possède quatre accès dont un directement dans le parc, équipés d'escaliers, mais sans escalier mécanique ni ascenseur.

### Intermodalité
La station est en correspondance avec les lignes de bus no 1, 2, 9, 15, 19, 20, 28, 51, 52, 74 et 146 du réseau EMT.

## Décoration

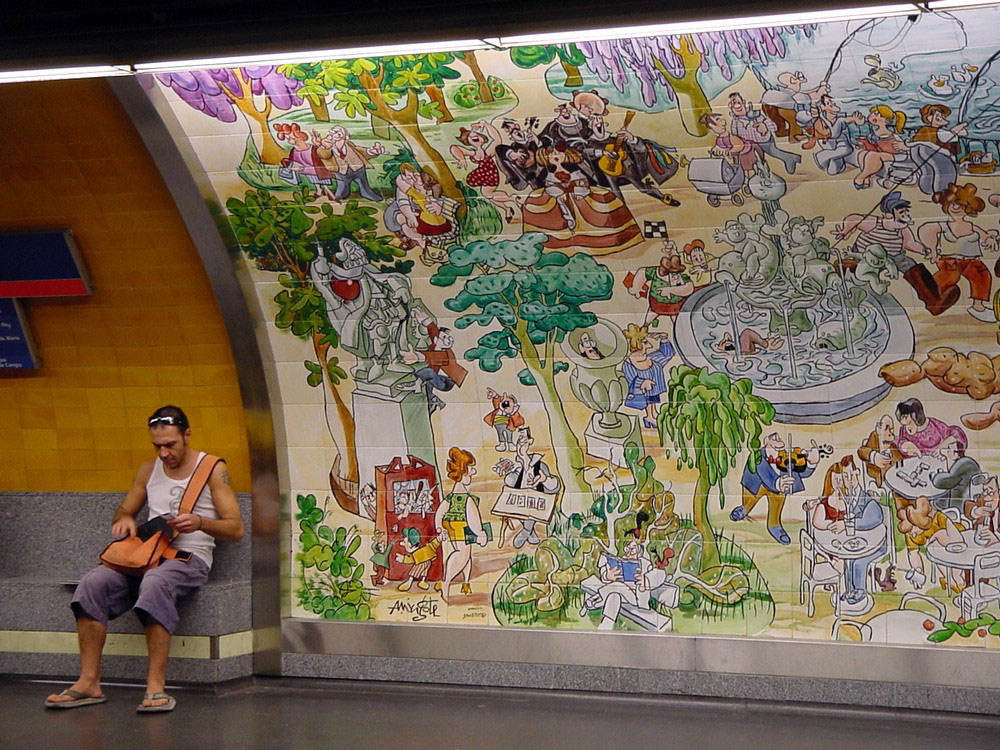
L'œuvre de Mingote.

Depuis 1997, le quai 2, en direction de Cuatro Caminos, est orné d'une œuvre du dessinateur Mingote représentant un parc du Retiro « fantastique », réalisée en carreaux de céramique par Esther G. Ocampo. Une salle d'expositions temporaires est située en face sur le quai 1.

## Sites desservis
La station permet l'accès au parc du Retiro par son côté nord. En outre, elle se situe à proximité de la place de l'Indépendance sur laquelle s'élève la porte d'Alcalá.